# يوتشاي بينكلر
يوتشاي بينكلر  (بالعبرية: יוחאי בנקלר‏) (مواليد 1964) هو مؤلف إسرائيلي أمريكي وأستاذ في مركز بيركمان للدراسات القانونية لريادة الأعمال في كلية الحقوق بجامعة هارفارد. وهو أيضًا مدير مشارك لأعضاء هيئة التدريس في مركز بيركمان كلاين للإنترنت والمجتمع بجامعة هارفارد.

## السيرة شخصية
تلقى تعليمه في جامعة تل أبيب عام 1991 وحصل على دكتوراه في الحقوق من كلية الحقوق بجامعة هارفارد عام 1994. كما أنه كان يعمل كموظف في المحكمة العليا في الولايات المتحدة في الفترة من 1995 إلى 1996.
كان أستاذاً في كلية الحقوق بجامعة نيويورك من عام 1996 إلى عام 2003، وزار كلية الحقوق بجامعة ييل وكلية الحقوق بجامعة هارفارد (خلال الفترة 2002-2003)، قبل انضمامه إلى كلية الحقوق بجامعة ييل في عام 2003. في عام 2007، انضم يوتشاي إلى كلية الحقوق بجامعة هارفارد، حيث يقوم بالتدريس وهو مدير كلية مشارك في مركز بيركمان كلاين للإنترنت والمجتمع. وهو أيضًا عضو في المجلس الاستشاري لمؤسسة ضوء الشمس. في عام 2011، قادته أبحاثه إلى الحصول على جائزة رؤية التغيير الاجتماعي بقيمة 100000 دولار لمؤسسة فورد.

## الأبحاث
تُركز أبحاث يوتشاي على النهج القائمة على المشاعات لإدارة الموارد في البيئات المتصلة بالشبكة. وخلال فترة أبحاثه صاغ مصطلح «إنتاج النظراء القائم على المشاعات» لوصف الجهود التعاونية القائمة على مشاركة المعلومات، مثل البرمجيات الحرة والمفتوحة المصدر ويكيبيديا. كما أنه يستخدم مصطلح «اقتصاد المعلومات المتصل بالشبكة» لوصف «نظام إنتاج وتوزيع واستهلاك سلع المعلومات التي تتميز بالإجراءات الفردية اللامركزية التي تتم من خلال وسائل غير سوقية موزعة على نطاق واسع ولا تعتمد على استراتيجيات السوق».

### ثروات الشبكات
يبحث كتاب بينكلر لعام 2006 «ثروات الشبكات» في الطرق التي تسمح بها تكنولوجيا المعلومات لأشكال واسعة من التعاون التي قد تكون لها عواقب تحويلية على الاقتصاد والمجتمع. من بين الأمثلة التي يستمدها يوتشاي من ويكيبيديا والمشاع الإبداعي ووالبرمجيات المفتوحة المصدر و blogosphere. (يتم نشر ثروات الشبكات نفسها بموجب ترخيص المشاع الإبداعي. على سبيل المثال، يجادل يوتشاي بأن المدونات وغيرها من وسائط الاتصال التشاركي يمكن أن تؤدي إلى «ثقافة أكثر أهمية وتعكس نفسها»، حيث يُمَكَّن المواطنين من خلال القدرة على نشر آرائهم الخاصة حول مجموعة من القضايا، والتي تمكنهم من الانتقال من المستلمين السلبيين لـ «الحكمة المستلمة» إلى المشاركين النشطين. ويشير يوتشاي إلى إمكانية أن تكون الثقافة التي تُتَبَادَل فيها المعلومات بحرية أكثر كفاءة اقتصادية من تلك التي يعوق فيها الابتكار قانون براءات الاختراع وحقوق النشر، لأن التكلفة الحدية لإعادة إنتاج معظم المعلومات بشكل فعال لا شيء.

## جوائز
- 2006 - جائزة دونالد ماكغانون للارتباط الاجتماعي والأخلاقي في بحوث سياسات الاتصالات [9]
- 2006 - جائزة المعرفة العامة IP3 [10]
- مارس 2007 - جائزة EFF Pioneer [11]
- 2008 - جائزة جمعية العلوم الاجتماعية الأمريكية عن جائزة كتاب الاتصالات وتكنولوجيا المعلومات (CITASA) [12]
- 2009 - جائزة دون ك. برايس [13]
- مايو 2011 - جائزة مؤسسة فورد[14]

## روابط خارجية
- يوتشاي بينكلر على موقع ميوزك برينز (الإنجليزية)
- الموقع الرسمي
- الصفحة الرسمية في كلية الحقوق بجامعة هارفارد
- Benkler مرات الظهور على سي-سبان
- مقابلة مع بنكلر
- التحدث في البوب! تك 2005
- يوتشاي بينكلر في مؤتمر تيد
  - Yochai Benkler on the new open-source economics (TEDGlobal 2005)
- البطريق والليفياثان: علم وممارسة التعاون في معهد سانتا في 2010.
- Wikipedia 1، Hobbes 0: محاضرة كرسي Benkler في Harvard Law ، كما ورد في سجل Harvard Law
- من المستهلكين إلى المستخدمين: تغيير الهياكل الأعمق للتنظيم. نحو المشاع المستدام ووصول المستخدم
- Roberts، Russ (5 أبريل 2010). "Benkler on Net Neutrality, Competition, and the Future of the Internet". EconTalk. Library of Economics and Liberty. مؤرشف من الأصل في 2018-05-23.